# Navajún
Navajún – gmina w Hiszpanii, w prowincji La Rioja, w La Rioja, o powierzchni 16,38 km². W 2011 roku gmina liczyła 20 mieszkańców.